# Perry Mason: dietro la facciata
Perry Mason: dietro la facciata (A Perry Mason Mystery: The Case of the Grimacing Governor) è un film per la televisione del 1994 diretto da Max Tash.

## Trama
Harlan Richards ex procuratore distrettuale è in lotta con il governatore uscente dello stato Ryan Allison per l'elezione a governatore. I sondaggi lo danno leggermente vincente, quando una giovane donna dichiara che ha avuto una relazione con Richards mentre la moglie di questi era morente in ospedale. È tutto falso, ma i sondaggi cambiano rotta e Richards si rivolge al suo antico rivale William McKenzie per convincere la giovane a ritrattare. L'avvocato non riesce nell'intento ma la sera dopo Harlan riceve una botta in testa e viene spinto giù dal balcone. L'indagine stabilisce che si è trattato di suicidio, nonostante l'opposizione della figlia e il caso viene chiuso. Cinque mesi dopo, la figlia della vittima Karen Richards riesce a rintracciare la donna che aveva mentito sulla relazione con suo padre ma non riesce a farla testimoniare. Arrabbiata si reca dal governatore rieletto Allison e lo aggredisce accusandolo dell'omicidio di suo padre. Durante la serata, Allison contatta Karen dicendole di volerle parlare, ma quando lei arriva all'ufficio il governatore è morto. Karen viene subito arrestata e William McKenzie accorre in suo aiuto accompagnato da Ken e Della (che avevano approfittato dell'assenza di Mason per una vacanza e si erano trovati ai lavori forzati nel ranch di McKenzie). Durante le indagini si scopriranno vari segreti tra mafia e politica, fino ad arrivare alla verità in aula.

## Curiosità
- Nel film l'avvocato William McKenzie è un personaggio particolare che esula dai canoni consueti: pur non essendo giovane viaggia in moto, veste scamosciato con cappello da cowboy, ha una fattoria dove si occupa di cavalli. La trama invece, è diretta figlia del canovaccio tipico di Perry Mason (persona innocente, prove, ricerche e dimostrazione finale con scoperta del vero colpevole).